# 凌烈
凌烈（生卒年不详），揚州吳郡餘杭人；三国时期吴国将领凌操為其祖父，凌统之子，凌封之兄。凌统死后，孙权將兄弟倆接進宮中，待如己子，時在賓客面前稱兩人「此吾虎子也」。至八、九歲，令葛光教導讀書、每十日練習乘馬。待兩人長大後，孫權追錄凌统功績，封凌烈為亭侯，领父亲凌统兵力。
后凌烈因罪被罢，其爵位及兵力由凌封代之。